# Showtime (canal de televisión)
Paramount+ with Showtime es un canal de televisión por suscripción ofrecido en diversos países del mundo, principalmente en Estados Unidos. El grupo de canales estadounidenses de la marca Showtime se ha ganado el prestigio internacional debido a la calidad y la transgresión de sus series.

## Historia
Showtime, originalmente era un servicio de Viacom, salió al aire el 1 de julio de 1976 y se vio por primera vez en un sistema de cable local en Dublin (California). Su primer programa fue Celebration, un concierto especial con Rod Stewart, Pink Floyd y ABBA.
El 7 de marzo de 1978, Showtime se expandió al mercado nacional a TelePrompTer, que compite con HBO y otras cadenas de cable pago.
En 1979, Viacom vendió el 50% de Showtime para TelePrompTer. En 1982, Westinghouse, que había adquirido TelePrompTer el año anterior, vendió su parte de Showtime de nuevo a Viacom. En 1983, Viacom y Warner-Amex Satellite Entertainment fusionaron Showtime y The Movie Channel para formar Showtime/The Movie Channel, Inc. (que más tarde se llamó Showtime Networks, Inc.). En 1984 se vio el estreno de la primera película original de Showtime, The Ratings Game, protagonizada y dirigida por Danny DeVito. En 1985, Viacom adquirió la participación de Warner de Showtime / TMC, convirtiéndose en el único propietario de Showtime una vez más.
En 1990, Showtime ha logrado estrenar películas independientes directamente para el canal con una duración de 30 minutos. Uno de sus primeros estrenos fue a las 12:01 PM y fue nominado para un Premio de la Academia. En los años que siguieron, Showtime ha ampliado sus adquisiciones en el ámbito de la tarifa de largometrajes, incluyendo la nueva versión 1997 de Lolita, dirigida por Adrian Lyne.
En la década de 2000, Showtime lanzó varios canales múltiplex adicionales, incluyendo Showtime Too (un juego de palabras con su nombre actual, Showtime 2), Showcase (antes de Showtime 3), Showtime Beyond y Showtime Extreme. Showtime ha puesto en marcha también varios canales exclusivamente para cable digital: Showtime Family Zone, Showtime Next y Showtime Women.
Showtime Networks también es propietaria de los canales The Movie Channel, The Movie Channel Xtra y Flix. Cada canal múltiplex ofrece películas y programas que encajan en la temática particular de cada canal. Estrenos de películas populares se hacen generalmente en el canal principal.
En 2000, se lanzó "Showtime Interactive 24.7", un servicio que proveía interacción con sus ofertas de entretenimiento en formato de DVD. En la década de 2000, Showtime empezó la comercialización de un sistema de prueba de SVOD, el canal por suscripción de video bajo demanda llamado Showtime On Demand, bajo el cual los usuarios son capaces de ver los episodios de las series originales de Showtime, películas, programación para adultos y boxeo, fue lanzado oficialmente en 2002.
Showtime también se convirtió en una de las primeras redes de televisión por cable en lanzar una versión simulcast en alta definición junto con sonido Dolby Digital 5.1 surround en programas seleccionados.
En 2005, Viacom y CBS anunció su intención de separarse tan sólo seis años después de que Viacom compró la red y sus activos de televisión. El original de Viacom cambió su nombre de CBS Corporation y tiene los elementos de radiodifusión, televisión de Paramount operaciones de producción (nombre de CBS Paramount Television, ahora dos brazos separados, CBS Televisión Studios para la producción y CBS Televisión Distribution Group para la distribución de programas propios de la cadena), Showtime Networks, Simon & Schuster y los parques Paramount, que la compañía vendió más adelante, mientras que la nueva Viacom mantiene Paramount Pictures, MTV Networks, BET Networks, y (hasta que fue vendida en 2007), Famous Music. National Amusements conserva la propiedad de ambas compañías para el día de hoy. En mayo de 2010, se informó que Showtime planea lanzar un servicio de secuencia de episodios de sus series originales a los usuarios.
En agosto de 2022, las aplicaciones de Paramount+ se actualizaron con la posibilidad de actualizar una suscripción al paquete "Paramount+ con Showtime", y los abonados al paquete podían acceder al contenido de Showtime desde las aplicaciones de Paramount+. Showtime seguiría ofreciéndose como servicio y aplicación independientes.Sin embargo, en septiembre, la empresa estaba en conversaciones para trasladar todo el contenido de Showtime dentro de Paramount+. En diciembre de 2022, Bob Bakish, consejero delegado de Paramount, dijo que "no tenía sentido gestionar Showtime como una organización 100% independiente".
El 30 de enero de 2023, Paramount Global confirmó que los dos servicios se fusionarían completamente en un futuro próximo en Estados Unidos, y que tanto el servicio Showtime como el actual nivel Premium de Paramount+ pasarían a llamarse "Paramount+ con Showtime", haciéndose eco de integraciones similares en otros mercados internacionales. El 20 de mayo de 2023, Paramount Global anunció que la fusión de ambos servicios tendría lugar el 27 de junio y que la aplicación independiente de Showtime desaparecería el 31 de diciembre de 2023 El canal principal de Showtime pasó a llamarse Paramount+ con Showtime el 8 de enero de 2024, aunque el nombre anterior sigue utilizándose como marca independiente para sus canales multiplex.

## Canales
Showtime opera con ocho canales multiplexados y en alta definición.
- Paramount+ with Showtime: últimos éxitos de taquilla, películas de estreno y series originales, así como boxeo y Bellator MMA.
- Showtime 2: canal secundario, ofrece también películas y series. Se le conocía antes como Showtime Too.
- Showtime X BET: películas y series de ciencia ficción, fantasía y terror. Se le conocía antes como Showtime Beyond.
- Showtime Extreme: películas de acción y aventura, intriga, gánsteres y artes marciales. Programa más de 60 películas «extremas» cada mes y los domingos, una doble sesión centrándose en una estrella de acción distinta cada semana.
- Showtime Family Zone: programación orientada a la familia, incluyendo películas galardonadas y series originales.
- Showtime Next: servicio interactivo dirigido a adultos entre 18 y 24 años. Showtime Next ofrece películas de estreno (más de 50 cada mes), películas originales, cortos y de animación.
- Showcase: Similar a Showtime 2, ofrece a los televidentes más oportunidades de ver películas de estreno y originales. Se le conocía antes como Showtime 3.
- Showtime Women: dirigido a mujeres, ofrece éxitos de taquilla, series y programas tipo tras la cámara. Las películas comprenden varios géneros, como acción y aventura, drama, comedias y de intriga.

### Otros servicios
- Showtime HD: es una transmisión de transmisión simultánea de alta definición de Showtime que transmite en el formato de resolución 1080i. Además de su canal principal, todos los canales multiplex de Showtime, excepto Family Zone, también se transmiten en el formato, aunque la disponibilidad de todos los canales HD varía según el proveedor. Showtime HD está disponible a través de prácticamente todos los proveedores que llevan Showtime, junto con los servicios de transmisión de Showtime. Las películas que se muestran en las transmisiones de transmisión simultánea HD de Showtime se transmiten en su relación de aspecto nativa si esa versión es proporcionada por los estudios que mantienen los derechos de distribución de televisión paga con el canal.[17]
- Showtime on Demand: opera un servicio de televisión por suscripción de video a pedido llamado Showtime on Demand, que está disponible sin costo adicional para los suscriptores de Showtime. Showtime on Demand ofrece largometrajes, episodios de la serie original de Showtime, programación para adultos y eventos deportivos. La selección de programas rotativos de Showtime on Demand incorpora nuevos títulos seleccionados que se agregan cada viernes, junto con los títulos de programas existentes retenidos de la anterior a las dos semanas. El servicio comenzó a comercializarse en 2001 y se lanzó oficialmente en julio de 2002.[18]

## Programación original
Estos son algunos de los programas y series más conocidos de la cadena.
- Stargate SG-1 (1997 - 2007)
- Queer as Folk (2000 - 2005)
- Jeremiah (2002 - 2004)
- The L Word (2004 - 2009)
- Masters of Horror (2005 - 2007)
- Weeds (2005 - 2012)
- Dexter (2006 - 2013)
- Dexter: New Blood (2021 - 2022)
- Los Tudor (2007 - 2010)
- The Borgias (2011 - 2013)
- Californication (2007 - 2014)
- United States of Tara (2009 - 2011)
- Nurse Jackie (2009 - 2014)
- The Big C (2010 - 2013)
- Shameless (2011 - 2021)
- Homeland (2011 - 2020)
- Episodes (2011 - actualidad)
- House of Lies (2012 - 2016)
- Ray Donovan (2013 - 2020)
- Penny Dreadful (2014 - 2016)
- The Affair (2014 - actualidad)
- Patrick Melrose (2018)
- Kidding (2018 - 2020)

## Internacional
Showtime posee dos redes principales de pago que operan bajo su nombre Showtime Australia y Showtime Arabia. Además, tiene varios canales con licencia para usar su nombre Showtime Scandinavia (Dinamarca, Finlandia, Noruega y Suecia). El transmisor chino PPTV acordó una licencia de varios años para transmitir las series CBS y Showtime en el país. El acuerdo da acceso a 400 millones de usuarios para seleccionar series Showtime de CBS.En Latinoamérica se puede ver a través de la plataforma de streaming Paramount+.